# Monumento natural Ingeniero Florencio de Basaldúa
El monumento natural Ingeniero Florencio de Basaldúa es un área natural protegida de la provincia de Misiones en Argentina. 
Lleva el nombre del viajero, investigador e ingeniero de origen español Florencio de Basaldúa (1853-1933), quien se internó en la selva misionera para investigar la cultura guaraní, la flora nativa, la fauna y la inmigración. En 1900 publicó Pasado, presente y porvenir del territorio de las Misiones.

## Características generales
Se halla ubicado a 25°37′S 54°04′O / -25.617, -54.067 en el departamento General Manuel Belgrano en cercanías de la localidad de Comandante Andresito (municipio Comandante Andrés Guacurarí). El monumento natural ocupa una extensión de 249 ha 94 a 22 ca de propiedad del Estado provincial. 
Fue creado el 12 de diciembre de 1996 por medio de la sanción de la ley provincial n.º 3376:

ARTÍCULO 1.- Declárase Área Natural Protegida, con la categoría de Monumento Natural, bajo el régimen de la Ley XVI – Nº 29 (Antes Ley 2932) y la denominación de "Ingeniero Florencio de Basaldúa", el inmueble propiedad del Estado Provincial ubicado en el Municipio Comandante Andrés Guacurarí, Departamento General Manuel Belgrano, Nomenclatura Catastral: Depto. 07 - Mun. 75 - Secc. 03 - Ch. 0000 Manz. 0000 - Parc. 279 F, con una superficie de 249 ha, 94 a, 22 ca.

La finalidad de la creación del monumento natural fue la de preservar un manchón de selva paranaense conservado (de palo rosa y palmito). En el lugar existe un cedro cuyo tronco es de 6 m de diámetro.